# Corylophomyces weirii
Corylophomyces weirii är en svampart som beskrevs av R.K. Benj. 1994. Corylophomyces weirii ingår i släktet Corylophomyces och familjen Laboulbeniaceae.   Inga underarter finns listade i Catalogue of Life.